# Trấn Yên
Trấn Yên là một huyện thuộc tỉnh Yên Bái, Việt Nam.

## Địa lý
Huyện Trấn Yên nằm ở phía đông nam của tỉnh Yên Bái, nằm cách thành phố Yên Bái khoảng 13 km, cách trung tâm thủ đô Hà Nội khoảng 200 km, có vị trí địa lý:
- Phía đông giáp thành phố Yên Bái và huyện Hạ Hòa, tỉnh Phú Thọ
- Phía tây giáp huyện Văn Yên
- Phía nam giáp huyện Văn Chấn
- Phía bắc giáp huyện Yên Bình.

Huyện Trấn Yên có diện tích 629,14 km², dân số năm 2019 là 84.675 người, mật độ dân số đạt 135 người.².
Các ga Cổ Phúc và Ngòi Hóp của tuyến đường sắt Hà Nội - Lào Cai - Côn Minh nằm trên địa bàn huyện Trấn Yên.
Đây cũng là địa phương có tuyến đường cao tốc Nội Bài – Lào Cai đi qua.

## Hành chính
Huyện Trấn Yên có 18 đơn vị hành chính cấp xã trực thuộc, bao gồm thị trấn Cổ Phúc (huyện lỵ) và 17 xã: Báo Đáp, Cường Thịnh, Hòa Cuông, Hồng Ca, Hưng Khánh, Hưng Thịnh, Kiên Thành, Lương Thịnh, Minh Quán, Minh Quân, Quy Mông, Tân Đồng, Thành Thịnh, Vân Hội, Việt Cường, Việt Hồng, Y Can.

## Lịch sử
Vào cuối thời nhà Lê trung hưng đến đầu thời nhà Nguyễn, huyện Trấn Yên thuộc phủ Quy Hóa trấn Hưng Hóa. Thời này, huyện Trấn Yên gồm 23 trang (đơn vị hành chính cấp làng xã thời cổ) là: Hoàng Sào, An Phú, Ca Vịnh, Linh A, Mậu A, Đại Phác, Quy Mông, Ỷ Hãn, Sách Ốc, Âu Lâu, Lã Điền, Giới Phiên, Hảo Gia, Cường Nỗ, Nga Hạc, Lương Nham, Đông Quang, Chung Phúc, Bách Bẩm, An Bái (Yên Bái), Bái Dương, Đại Bộc, Báo Đáp. Từ giữa thế kỷ 19 đến những năm 1880 - 1890, Theo Đồng Khánh địa dư chí thì huyện Trấn Yên thuộc phủ Quy Hóa tỉnh Hưng Hóa nước Đại Nam (nhà Nguyễn), lỵ sở đặt tại xã Bách Lẫm tổng Bách Lẫm và gồm có 4 tổng: Bách Lẫm (có 11 xã: Bách Lẫm, Hào Gia, Cường Nỗ, Bái Dương, Hóa Quang, Minh Quán, Thanh Liễn, Nga Quán, Yên Bái (nay thuộc thành phố Yên Bái), Lương Nham, Cổ Phúc), Đông Quang (có 6 xã: Đông Quang, Mậu A, Phong Dụ (nay là các xã Phong Dụ Thượng, Phong Dụ Hạ), Báo Đáp, Đại Bộc, Đôn Bản), Giới Phiên (có 8 xã: Giới Phiên, Y Can, Âu Lâu, Lương Tàm, Đan Ốc, Lũ Điền, Bình Thản, Ca Vịnh), Yên Phú (có 7 xã: Yên Phú, Đại Phác, Hoài Viễn, Quy Mông, Đôn Giáo, Quảng Mạc, Kiên Lao).
Thời Pháp thuộc (khoảng năm 1924), huyện Trấn Yên gồm có thành phố Yên Bái và 7 tổng là: Bách Lẫm, Bảo Hà, Đông Cuông, Giới Phiên, Lương Ca, Văn Lãng, Yên Phú.
Ngày 16 tháng 12 năm 1964, tách 19 xã: An Bình, Đại Đồng, Đại Sơn, Đoàn Kết, Đông Cuông, Đồng Tâm, Hoàng Thắng, Mậu A, Mậu Đông, Minh Động, Mỏ Vàng, Nhất Trí, Quang Minh, Xuân Ái, Xuân Lợi, Yên Hợp, Yên Hưng, Yên Phú và Yên Thành để thành lập huyện Văn Yên.
Sau năm 1975, huyện Trấn Yên thuộc tỉnh Hoàng Liên Sơn, bao gồm 33 xã: Âu Lâu, Báo Đáp, Bảo Hưng, Cổ Phúc, Cường Thịnh, Đào Thịnh, Giới Phiên, Hòa Cuông, Hồng Ca, Hợp Minh, Hưng Khánh, Hưng Thịnh, Kiên Thành, Lương Thịnh, Minh Bảo, Minh Quán, Minh Quân, Minh Tâm, Minh Tiến, Nam Cường, Nga Quán, Phúc Lộc, Quy Mông, Tân Đồng, Tân Thịnh, Tuy Lộc, Văn Lãng, Văn Phú, Văn Tiến, Việt Cường, Việt Hồng, Việt Thành và Y Can.
Ngày 16 tháng 1 năm 1979, sáp nhập 4 xã: Tuy Lộc, Nam Cường, Tân Thịnh và Minh Bảo vào thị xã Yên Bái.
Huyện Trấn Yên còn lại 29 xã: Âu Lâu, Báo Đáp, Bảo Hưng, Cổ Phúc, Cường Thịnh, Đào Thịnh, Giới Phiên, Hòa Cuông, Hồng Ca, Hợp Minh, Hưng Khánh, Hưng Thịnh, Kiên Thành, Lương Thịnh, Minh Quán, Minh Quân, Minh Tâm, Minh Tiến, Nga Quán, Phúc Lộc, Quy Mông, Tân Đồng, Văn Lãng, Văn Phú, Văn Tiến, Việt Cường, Việt Hồng, Việt Thành và Y Can.
Ngày 1 tháng 10 năm 1981, sáp nhập xã Minh Tâm vào xã Minh Quán.
Ngày 6 tháng 6 năm 1988, chia xã Việt Hồng thành 2 xã: Việt Hồng và Vân Hội.
Ngày 26 tháng 8 năm 1989, chuyển xã Cổ Phúc thành thị trấn Cổ Phúc (thị trấn huyện lỵ huyện Trấn Yên).
Ngày 12 tháng 8 năm 1991, tái lập tỉnh Yên Bái từ tỉnh Hoàng Liên Sơn cũ, huyện Trấn Yên thuộc tỉnh Yên Bái, bao gồm thị trấn Cổ Phúc và 28 xã: Âu Lâu, Báo Đáp, Bảo Hưng, Cường Thịnh, Đào Thịnh, Giới Phiên, Hòa Cuông, Hồng Ca, Hợp Minh, Hưng Khánh, Hưng Thịnh, Kiên Thành, Lương Thịnh, Minh Quán, Minh Quân, Minh Tiến, Nga Quán, Phúc Lộc, Quy Mông, Tân Đồng, Vân Hội, Văn Lãng, Văn Phú, Văn Tiến, Việt Cường, Việt Hồng, Việt Thành, Y Can.
Ngày 4 tháng 8 năm 2008, sáp nhập 6 xã: Âu Lâu, Hợp Minh, Phúc Lộc, Giới Phiên, Văn Phú, Văn Tiến vào thành phố Yên Bái và xã Văn Lãng vào huyện Yên Bình.
Huyện Trấn Yên còn lại thị trấn Cổ Phúc và 21 xã: Báo Đáp, Bảo Hưng, Cường Thịnh, Đào Thịnh, Hòa Cuông, Hồng Ca, Hưng Khánh, Hưng Thịnh, Kiên Thành, Lương Thịnh, Minh Quán, Minh Quân, Minh Tiến, Nga Quán, Quy Mông, Tân Đồng, Vân Hội, Việt Cường, Việt Hồng, Việt Thành, Y Can.
Ngày 1 tháng 2 năm 2020, sáp nhập xã Minh Tiến vào xã Y Can.
Huyện Trấn Yên có 1 thị trấn và 20 xã.
Ngày 24 tháng 10 năm 2024, Ủy ban Thường vụ Quốc hội ban hành Nghị quyết số 1239/NQ-UBTVQH15 về việc sắp xếp đơn vị hành chính cấp xã của tỉnh Yên Bái giai đoạn 2023 – 2025 (nghị quyết có hiệu lực từ ngày 1 tháng 12 năm 2024). Theo đó:
- Thành lập xã Thành Thịnh trên cơ sở xã Đào Thịnh và xã Việt Thành.
- Sáp nhập xã Nga Quán vào xã Cường Thịnh.
- Sáp nhập xã Bảo Hưng vào xã Minh Quân.

Huyện Trấn Yên có 1 thị trấn và 17 xã như hiện nay.
Ngày 24 tháng 1 năm 2025, Bộ Xây dựng ban hành Quyết định số 82/QĐ-BXD về việc công nhận thị trấn Cổ Phúc là đô thị loại IV.